# Friedrich von Jena
Friedrich von Jena (* 1. Dezember 1620 in Zerbst; † 10. September 1682 in Berlin) war ein deutscher Rechtswissenschaftler, Diplomat und Staatsmann.

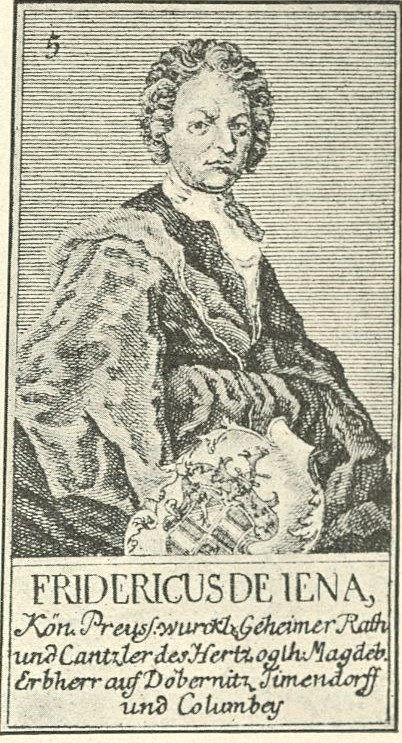
Friedrich von Jena

## Leben
Friedrich war der älteste von vier Söhnen des fürstlich-anhaltischen Rats Petrus (Peter) von Jena (1584–1639) und seiner Frau Anna († 1649), der Tochter des Zerbster Ratskämmerers Georg Schönevogel. Seine drei Brüder waren Christoph (1622–1670), Rudolph und Gottfried (1624–1703). Vater und Großvater waren Oberbürgermeister von Zerbst.
Er besuchte das Gymnasium Francisceum in Zerbst und bezog die Universität Jena. Dort erwarb er sich 1640 den Grad eines Baccalaureus. Er studierte auch an der Universität Wittenberg, wo er 1650 das Lizentiat beider Rechte erwirbt.
Nachdem er als Anwalt Praxis gesammelt hatte, wird er 1651 Hofrat in Anhalt, wird 1652 Professor der Rechte an der Universität Frankfurt (Oder) und promovierte deswegen, 1653 in Wittenberg zum Doktor der Rechte. In seiner Eigenschaft als Professor übernimmt er im selben Jahr das Dekanat der juristischen Fakultät und avanciert im Sommersemester 1654 zum Rektor der Frankfurter Hochschule. 1655 wird er vom Kurfürsten Friedrich Wilhelm von Brandenburg als Wirklich Geheimer Staatsrat berufen und erwirbt sich als Gesandter und Diplomat umfangreiche Verdienste.
So unterwarf er die ostpreußischen Stände?? (diese wurden erst 1663 mit der Huldigung unterworfen), widmete sich den Finanz-, Verwaltungs-, Schul- und Kirchenfragen. Dafür wurde er mit den Aufgaben als Kanzler von Halberstadt 1660–66, 1662 war er mit der Leitung der geistlichen Angelegenheiten betraut, 1674–75 mit der Interimsmäßigen Kammerpräsidentschaft der Finanzverwaltung beauftragt. Hier arbeitete er eng mit dem Landesobristen Johann von Klingsporn in Königsberg zusammen. Als er dessen 'Verhaftung ablehnte, wurde er ab dem 1. Dezember 1679 Minister der märkischen Lehnskanzlei in Landschaftssachen und war als Ober-Postdirektor für das Postwesen zuständig. Weil er sich zu eng an den Großen Kurfürsten gebunden hatte, hatte er eine große Gegnerschaft. Als Staatsmann war er einer der entschiedenen Verfechter des brandenburgischen Gesamtstaates und des fürstlichen Absolutismus. Seine Kritik an der Entmachtung Klingsporns endete auch hier nicht, deshalb wurde er am 5. September 1682 entlassen und verstarb (wahrscheinlich aus Gram über die Charaktereigenschaften des Churfürsten) ein Jahr später. Er hat sich ein Denkmal gesetzt, weil er die falsche Berichterstattung über die Schlacht von Warschau, zu der ihn der Churfürst aufforderte, ablehnte (siehe sein Schreiben zu Cölln vom 18. September 1672). Das machte Schule und dem Kurfürsten blieb nichts anderes übrig, als seine falsche Version selbst zu schreiben.
Unter dem Gesellschaftsnamen Der Starkwürkende wurde er als Mitglied in die Fruchtbringende Gesellschaft aufgenommen.

## Familie
Er heiratete im Jahr 1655 in Königsberg Eleonore Margarete Müller (1638–1665), die Tochter des schwedischen General-Kriegskommissars Sigismund Müller (1612–1669) und dessen Ehefrau Margarete Dorothea von Bredow. Das Paar hatte zwei Söhne die früh starben, daneben folgende Töchter:
- Eleonore (1656/57–1706)

⚭ Jobst Heinrich von Ende,  Hofmeister von Anhalt-Zerbst
⚭ Hans Christoph von Briest
⚭ Karl Ludwig von Platen
- Charitas (1658–1721) ⚭ Kurt Dietrich von Börstell (1650–1721), Oberforstmeister der Altmark
- Dorothea ⚭ Titus Christoph von Möllendorf, altmärkischer Landamtsdirektor

## Werkauswahl
- De Judiciis eorumque patribus & Foro Compententiae
- De Dorationibus
- De Probatonibus
- De Imperatore Romanum Germanico
- De Majestate & ejus Juribus, quae valgo Regalia majora vocantur
- De Felonia
- De Successione descendentium ab intestato
- De Actionum in Herdes Transitione
- De Rebus sic stantibus diversi Juris
- De Locatione & Conductione, de Legibus, de Causa Conventionum ex casu pro Amico
- De Jure: Civili Canonico Feudali